# Garchizy
Garchizy é uma comuna francesa na região administrativa de Borgonha-Franco-Condado, no departamento Nièvre. Estende-se por uma área de 16,41 km². Em 2010 a comuna tinha 3 781 habitantes (densidade: 230,4 hab./km²).